# Truro (Canada)
Truro è una municipalità (town) del Canada, situata nella provincia di Nuova Scozia.